# Mont Aix
Pour les articles homonymes, voir Aix.
Le mont Aix, en anglais Mount Aix, est une montagne des États-Unis située dans l'État de Washington. Avec 2 367 mètres d'altitude, elle forme le point culminant de la crête de la South Cascade, un massif de la chaîne des Cascades, et du comté de Yakima. Le mont Aix est localisé à l'intérieur de la William O. Douglas Wilderness.